# Constantin C. Hepites
Constantin C. Hepites (Pantelimon, c. 1804-Brăila, 1890) fue un farmacéutico, médico y profesor rumano.

## Biografía
Nació a comienzos del siglo XIX en el monasterio de Cernica, en el condado de Ilfov, donde sus padres se habían refugiado. Completó sus estudios en Viena obteniendo diplomas especiales en mineralogía, química y botánica (1826) y, tras una breve estancia en Odesa donde estudió farmacia, regresó a Valaquia y en 1831 fue nombrado médico de cuarentena en Brăila, cargo que ocupó hasta 1853. En esta ciudad fundó una farmacia en 1833 y fue ininterrumpidamente desde 1840 hasta 1855 presidente del municipio. Creó e implementó el plan de la ciudad de Brăila, la creación del jardín público y la decoración de un monumento. Llamado a Bucovina en 1857, permaneció allí hasta 1864 como profesor de la Facultad de Medicina y jefe del servicio científico del Departamento de Salud General. Al regresar a Brăila, organizó un comité para la creación de una biblioteca y museo público en la ciudad, y siguió siendo hasta su muerte presidente de dicho comité y de la Cámara de Comercio. Fallecido en Brăila el 7 de agosto de 1890, publicó una Pharmacopea română (1862), escrita en latín y rumano. Fue padre de Stefan Hepites.